# Lichtensia madagascariensis
Lichtensia madagascariensis är en insektsart som först beskrevs av Mamet 1950.  Lichtensia madagascariensis ingår i släktet Lichtensia och familjen skålsköldlöss.
Artens utbredningsområde är Madagaskar. Inga underarter finns listade i Catalogue of Life.